# Porthecla
Porthecla là một chi bướm ngày thuộc họ Lycaenidae.